# 瓦维洛夫环形山

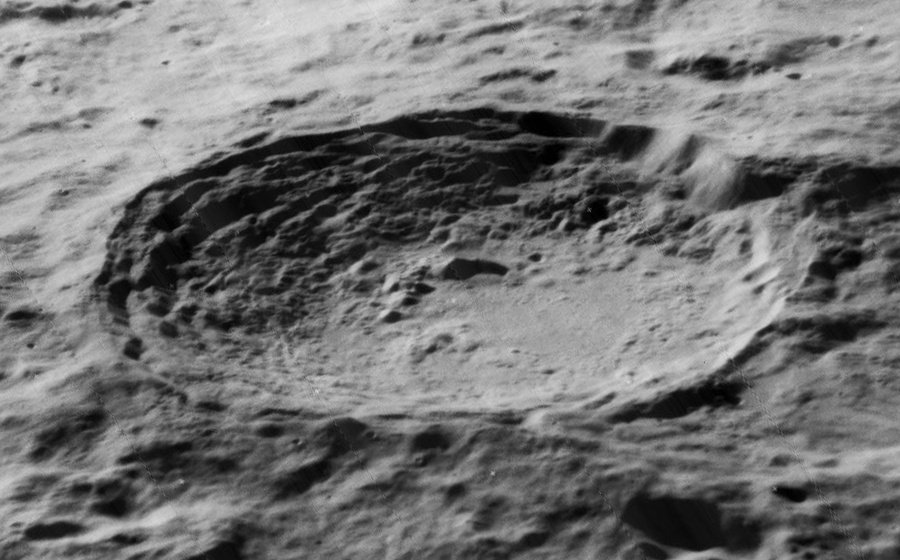
月球轨道器5号拍摄的斜视图

瓦维洛夫环形山(Vavilov)是月球背面赤道区一座年轻的大撞击坑，从地球无法直接看到，约形成于哥白尼纪，其名称取自俄罗斯及苏联著名遗传学、植物学及地理学科学家，苏联科学院、乌克兰国家科学院及列宁农业科学院院士尼古拉·伊万诺维奇·瓦维洛夫(1887年-1943年)和苏联物理学家、苏联物理光学科学创始人，苏联科学院院士兼院长谢尔盖·伊万诺维奇·瓦维洛夫(1891年-1951年)，1970年被国际天文联合会正式批准接受。

## 描述
该陨坑东邻赫茨普龙环壁平原、西北靠近乔叟陨石坑、东南分别坐落着谢切诺夫环形山和季米里亚泽夫环形山。该陨坑的中心月面坐标为0°52′S 138°46′W / 0.87°S 138.77°W，
直径98.2公里，深度2.85公里。
瓦维洛夫环形山是一座范围清晰的地貌特征，只经受了最低限度的后续撞击侵蚀，外侧边缘大致呈圆形，东南侧有一对略微向外的突角；内壁尤其在东南侧显示有台地结构。坑壁平均高出周边地形1470米，坑内容积9500公里3。坑内地表相对平整，中心点偏西有一座山脊，其矿物成份由辉长苏长岩、橄长岩及斜长石含量为85-90%(GNTA1)和80-85%(GNTA2)的斜长岩、发光辉长岩(AGN)斜长岩及钙长石组成；东南部还有一些低矮的丘陵。
它是一座相对年轻的撞击坑，仍残存有微弱的射线纹，从坑壁外侧坡约三分之一直径处开始，向各个方向延伸数倍于陨坑自身直径的距离。

## 卫星陨石坑
按惯例，最靠近瓦维洛夫环形山的卫星坑在月图上以字母标注在该坑中心点的旁边。
| 瓦维洛夫 | 纬度   | 经度     | 直径     |
| -------- | ------ | -------- | -------- |
| D        | 0.1° S | 137.1° W | 102 公里 |
| K        | 5.2° S | 135.5° W | 30 公里  |
| P        | 3.4° S | 139.6° W | 23 公里  |

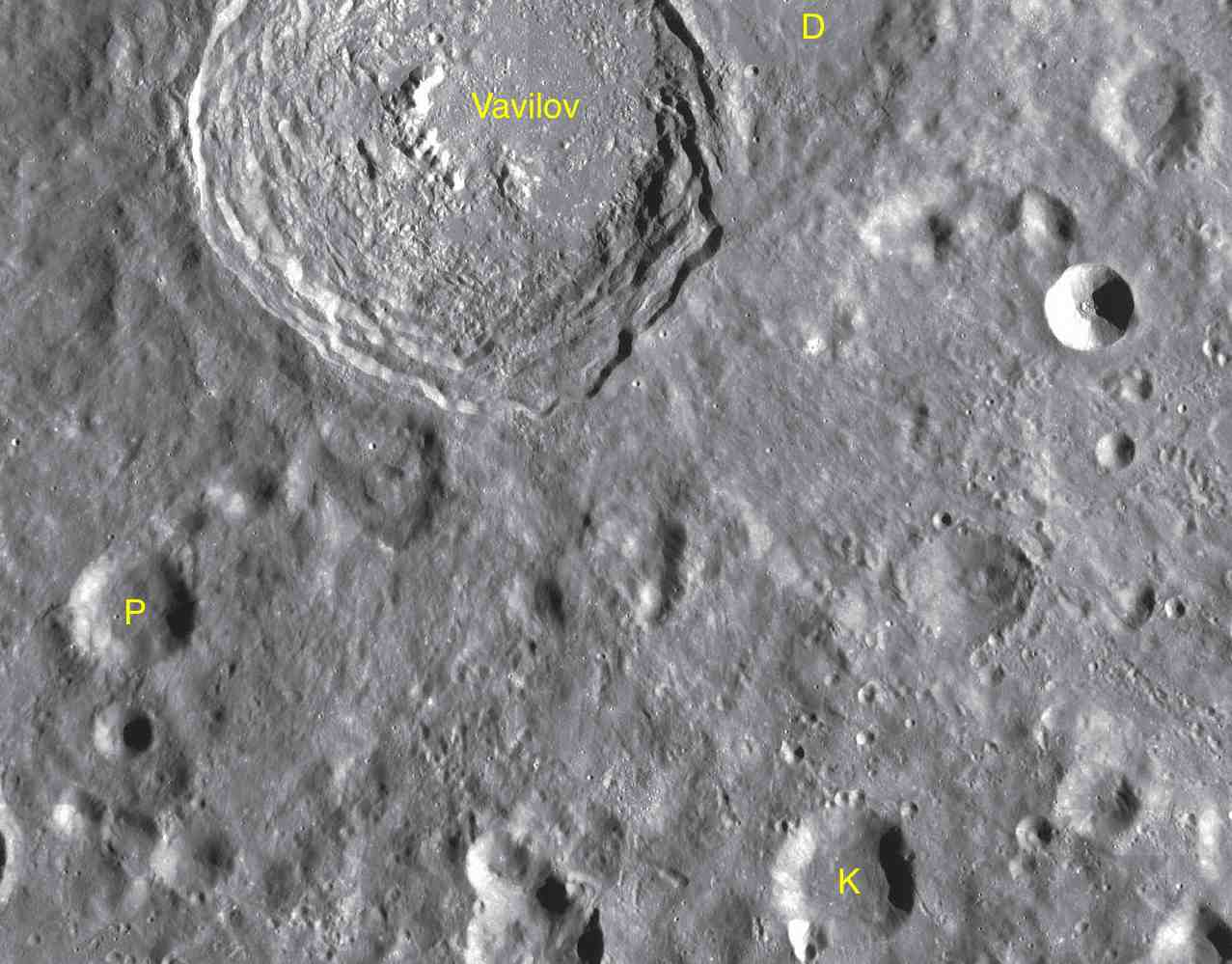
LAC-88 月图

- 卫星坑"瓦维洛夫 D"约形成于酒海纪。